# Pedro Martins
Pedro Rui da Mota Vieira Martins (Santa Maria da Feira, Portugal, 17 de julio de 1970) es un exjugador y entrenador de fútbol portugués. Actualmente dirige al Al-Gharafa de la Qatar Stars League.

## Carrera como jugador
Nacido en Santa Maria da Feira, Martins comenzó en el CD Feirense local, logrando el ascenso a la Primeira Liga al final de la temporada 1988-89. Hizo su debut en la competición el 19 de agosto de 1989 a la edad de 19 años, jugando los 90 minutos completos en la victoria por 1-0 en casa contra el C.F. União; Comenzó su carrera como mediocampista ofensivo.
En 1994, Martins firmó con el Vitória de Guimarães. Anotó cinco goles, el mejor de su carrera, en su única temporada, lo que ayudó a terminar en cuarto lugar y a la subsiguiente clasificación para la Copa de la UEFA.
Martins se unió al Sporting de Lisboa en el verano de 1995, junto con su compañero de equipo y homónimo Pedro Barbosa. Fue relativamente utilizado durante su permanencia de tres años en el Estádio José Alvalade, haciendo su primera aparición en la Liga de Campeones de la UEFA el 27 de agosto de 1997 y disputó los últimos 18 minutos de la derrota por 3-0 ante el Beitar Jerusalén por la segunda ronda de clasificación.
En los siguientes cuatro años, Martins continuó compitiendo en la liga de fútbol portuguesa, con el Boavista FC, C.D. Santa Clara y F.C. Alverca. Se retiró a los 34 años tras su etapa en este último equipo.

## Carrera como entrenador

### Primeros años y Marítimo
El primer trabajo de Martins como entrenador en jefe fue con União de Lamas en 2006, y siguió actuando en la tercera división los años siguientes, con el Lusitânia F.C. y el S.C. Espinho. Durante unos meses en 2010 estuvo al frente de la reserva del C.S. Marítimo y en septiembre de ese año, ascendió al primer equipo de la máxima categoría tras la destitución de Mitchell van der Gaag.
Martins llevó a los Madeirans a la quinta posición en la campaña 2011-12, lo que les valió un lugar en la tercera clasificación de la Europa League y posteriormente en la fase de grupos. En abril de 2014 anunció que dejaría su cargo al final de la temporada.

### Rio Ave and Vitória de Guimarães
Posteriormente, Martins fue designado en Rio Ave FC. Logró otra clasificación de la Europa League en la temporada 2015-16 después de ocupar el sexto lugar y, el 17 de mayo de 2016, anunció que no continuaría con el club. El 23 de mayo, el portugués firmó un contrato de dos años con Vitória de Guimarães. Terminaron la primera temporada en cuarto lugar y se clasificaron automáticamente para la fase de grupos de la Europa League después de alcanzar y perder la final de la Copa de Portugal, ante el S.L. Benfica. Sin embargo, el 18 de febrero de 2018 decidió renunciar debido a los malos resultados.

### Olympiacos
El 9 de abril de 2018, Martins reemplazó al despedido Óscar García al frente del Olympiacos FC, firmando contrato hasta junio de 2020. En su segunda temporada completa, ganó el título N°45 de la Superliga de Grecia del club y renovó su contrato hasta 2022. El 12 de septiembre de 2020, su equipo ganó la Copa de Grecia luego de derrotar por la mínima al AEK Athens F.C. para asegurar un doblete.
El 21 de octubre de 2020, después de una victoria en casa por 1-0 contra el Olympique de Marseille en la fase de grupos de la Liga de Campeones, Martins ganó su partido N°15 con los Rojos en todas las competiciones europeas, superando el récord que ostentaba anteriormente Dušan Bajević. El 11 de abril, después de una victoria por 3-1 sobre el Panathinaikos, el equipo renovó su supremacía nacional.
Martins se comprometió a dos años más en el club con sede en El Pireo el 27 de enero de 2022. El 4 de mayo, su equipo ganó su tercer título consecutivo con cuatro partidos por delante tras vencer por 2-1 al PAOK FC, segundo clasificado.
Martins fue relevado de sus funciones el 1 de agosto de 2022, debido a una mala racha que culminó con una derrota en casa por 0-4 ante el Maccabi Haifa que llevó a los Rojos a ser eliminados de la segunda ronda eliminatoria de la Champions League. Cuando se fue, era el entrenador con más años de servicio en la historia del Olympiacos en un solo mandato, habiendo estado a cargo cerca de 52 meses. También ostentaba el récord de más encuentros dirigidos, con 221 frente a los 208 de Bajević, mientras que finalizó su mandato con 143 victorias, solo una menos que el bosnio.

### Al-Gharafa
En noviembre de 2022, Martins firmó como técnico del Al-Gharafa SC en la Qatar Stars League.

## Clubes

### Como jugador
| Club                 | País     | Año       |
| -------------------- | -------- | --------- |
| Feirense             | Portugal | 1988-1994 |
| Vitória de Guimarães | Portugal | 1994-1995 |
| Sporting de Lisboa   | Portugal | 1995-1998 |
| Boavista             | Portugal | 1998-1999 |
| Santa Clara          | Portugal | 1999-2000 |
| Alverca              | Portugal | 2000-2004 |

### Como entrenador
| Club                 | País     | Año           |
| -------------------- | -------- | ------------- |
| União de Lamas       | Portugal | 2006-2007     |
| Lusitânia            | Portugal | 2007-2009     |
| Espinho              | Portugal | 2009-2010     |
| Marítimo B           | Portugal | 2010          |
| Marítimo             | Portugal | 2010-2014     |
| Rio Ave              | Portugal | 2014-2016     |
| Vitória de Guimarães | Portugal | 2016-2018     |
| Olympiacos           | Grecia   | 2018-2022     |
| Al-Gharafa           | Catar    | 2022-presente |

## Estadísticas como entrenador
| Equipo                     | Div.                | Temporada           | Liga  | Liga | Liga | Liga | Liga |       | Copa | Copa | Copa | Copa  |    | Internacional | Internacional | Internacional | Internacional | Internacional |   | Otros | Otros | Otros | Otros |     | Totales     | Totales | Totales | Totales | Totales | Totales | Totales | Totales |
| Equipo                     | Div.                | Temporada           | Part. | G    | E    | P    | Pos. | Part. | G    | E    | P    | Part. | G  | E             | P             | Pos.          | Part.         | G             | E | P     | Part. | G     | E     | P   | Rendimiento | GF      | GC      | Dif.    |         |         |         |         |
| -------------------------- | ------------------- | ------------------- | ----- | ---- | ---- | ---- | ---- | ----- | ---- | ---- | ---- | ----- | -- | ------------- | ------------- | ------------- | ------------- | ------------- | - | ----- | ----- | ----- | ----- | --- | ----------- | ------- | ------- | ------- | ------- | ------- | ------- | ------- |
| União Lamas Portugal       | 3.ª                 | 2006-07             | 13    | 3    | 1    | 9    | Inc. | -     | -    | -    | -    | -     | -  | -             | -             | -             | -             | -             | - | -     | 13    | 3     | 1     | 9   | 25.64%      | 10      | 28      | -18     |         |         |         |         |
| União Lamas Portugal       | Total               | Total               | 13    | 3    | 1    | 9    | -    | -     | -    | -    | -    | -     | -  | -             | -             | -             | -             | -             | - | -     | 13    | 3     | 1     | 9   | 25.64%      | 10      | 28      | -18     |         |         |         |         |
| Lusitânia Portugal         | 3.ª                 | 2007-08             | 23    | 7    | 7    | 9    | 10.º | -     | -    | -    | -    | -     | -  | -             | -             | -             | -             | -             | - | -     | 23    | 7     | 7     | 9   | 40.57%      | 25      | 32      | -7      |         |         |         |         |
| Lusitânia Portugal         | 3.ª                 | 2008-09             | 32    | 12   | 7    | 13   | 4.º  | 2     | 1    | 0    | 1    | -     | -  | -             | -             | -             | -             | -             | - | -     | 34    | 13    | 7     | 14  | 45.1%       | 40      | 46      | -6      |         |         |         |         |
| Lusitânia Portugal         | Total               | Total               | 55    | 19   | 14   | 22   | -    | 2     | 1    | 0    | 1    | -     | -  | -             | -             | -             | -             | -             | - | -     | 57    | 20    | 14    | 23  | 43.28%      | 65      | 78      | -13     |         |         |         |         |
| Espinho Portugal           | 3.ª                 | 2009-10             | 14    | 5    | 3    | 6    | Inc. | 2     | 1    | 0    | 1    | -     | -  | -             | -             | -             | -             | -             | - | -     | 16    | 6     | 3     | 7   | 43.75%      | 24      | 21      | +3      |         |         |         |         |
| Espinho Portugal           | Total               | Total               | 14    | 5    | 3    | 6    | -    | 2     | 1    | 0    | 1    | -     | -  | -             | -             | -             | -             | -             | - | -     | 16    | 6     | 3     | 7   | 43.75%      | 24      | 21      | +3      |         |         |         |         |
| Marítimo B Portugal        | 3.ª                 | 2009-10             | 7     | 6    | 1    | 0    | 8.º  | -     | -    | -    | -    | -     | -  | -             | -             | -             | -             | -             | - | -     | 7     | 6     | 1     | 0   | 90.47%      | 11      | 0       | +11     |         |         |         |         |
| Marítimo B Portugal        | 3.ª                 | 2010-11             | 1     | 0    | 1    | 0    | Inc. | -     | -    | -    | -    | -     | -  | -             | -             | -             | -             | -             | - | -     | 1     | 0     | 1     | 0   | 33.33%      | 1       | 1       | +0      |         |         |         |         |
| Marítimo B Portugal        | Total               | Total               | 8     | 6    | 2    | 0    | -    | -     | -    | -    | -    | -     | -  | -             | -             | -             | -             | -             | - | -     | 8     | 6     | 2     | 0   | 83.33%      | 12      | 1       | +11     |         |         |         |         |
| Marítimo Portugal          | 1.ª                 | 2010-11             | 26    | 9    | 7    | 10   | 9.º  | 5     | 3    | 0    | 2    | -     | -  | -             | -             | -             | -             | -             | - | -     | 31    | 12    | 7     | 12  | 46.24%      | 38      | 33      | +5      |         |         |         |         |
| Marítimo Portugal          | 1.ª                 | 2011-12             | 30    | 14   | 8    | 8    | 5.º  | 9     | 7    | 0    | 2    | -     | -  | -             | -             | -             | -             | -             | - | -     | 39    | 21    | 8     | 10  | 60.69%      | 54      | 47      | +7      |         |         |         |         |
| Marítimo Portugal          | 1.ª                 | 2012-13             | 30    | 9    | 11   | 10   | 10.º | 6     | 2    | 2    | 2    | 10    | 3  | 5             | 2             | FG            | -             | -             | - | -     | 46    | 14    | 18    | 14  | 43.47%      | 50      | 59      | -9      |         |         |         |         |
| Marítimo Portugal          | 1.ª                 | 2013-14             | 30    | 11   | 8    | 11   | 6.º  | 8     | 3    | 2    | 3    | -     | -  | -             | -             | -             | -             | -             | - | -     | 38    | 14    | 10    | 14  | 45.61%      | 52      | 54      | -2      |         |         |         |         |
| Marítimo Portugal          | Total               | Total               | 116   | 43   | 34   | 39   | -    | 28    | 15   | 4    | 9    | 10    | 3  | 5             | 2             | -             | -             | -             | - | -     | 154   | 61    | 43    | 50  | 48.92%      | 194     | 193     | +1      |         |         |         |         |
| Rio Ave Portugal           | 1.ª                 | 2014-15             | 34    | 10   | 13   | 11   | 10.º | 12    | 4    | 3    | 5    | 10    | 3  | 2             | 5             | FG            | 1             | 0             | 1 | 0     | 57    | 17    | 19    | 21  | 40.93%      | 59      | 67      | -8      |         |         |         |         |
| Rio Ave Portugal           | 1.ª                 | 2015-16             | 34    | 14   | 8    | 12   | 6.º  | 10    | 5    | 4    | 1    | -     | -  | -             | -             | -             | -             | -             | - | -     | 44    | 19    | 12    | 13  | 52.27%      | 59      | 51      | +8      |         |         |         |         |
| Rio Ave Portugal           | Total               | Total               | 68    | 24   | 21   | 23   | -    | 22    | 9    | 7    | 6    | 10    | 3  | 2             | 5             | -             | 1             | 0             | 1 | 0     | 101   | 36    | 31    | 34  | 45.87%      | 118     | 118     | +0      |         |         |         |         |
| Vitória Guimarães Portugal | 1.ª                 | 2016-17             | 34    | 18   | 8    | 8    | 4.º  | 10    | 6    | 1    | 3    | -     | -  | -             | -             | -             | -             | -             | - | -     | 44    | 24    | 9     | 11  | 61.37%      | 64      | 51      | +13     |         |         |         |         |
| Vitória Guimarães Portugal | 1.ª                 | 2017-18             | 23    | 9    | 2    | 12   | Inc. | 6     | 2    | 2    | 2    | 6     | 1  | 2             | 3             | FG            | 1             | 0             | 0 | 1     | 36    | 12    | 6     | 18  | 38.89%      | 49      | 69      | -20     |         |         |         |         |
| Vitória Guimarães Portugal | Total               | Total               | 57    | 27   | 10   | 20   | -    | 16    | 8    | 3    | 5    | 6     | 1  | 2             | 3             | -             | 1             | 0             | 0 | 1     | 80    | 36    | 15    | 29  | 51.25%      | 113     | 120     | -7      |         |         |         |         |
| Olympiacos · Grecia        | 1.ª                 | 2018-19             | 30    | 24   | 3    | 3    | 2.º  | 7     | 4    | 2    | 1    | 12    | 6  | 3             | 3             | 1/16          | -             | -             | - | -     | 49    | 34    | 8     | 7   | 74.83%      | 103     | 35      | +68     |         |         |         |         |
| Olympiacos · Grecia        | 1.ª                 | 2019-20             | 36    | 28   | 7    | 1    | 1.º  | 7     | 5    | 1    | 1    | 16    | 7  | 3             | 6             | 1/8           | -             | -             | - | -     | 59    | 40    | 11    | 8   | 74.01%      | 112     | 41      | +71     |         |         |         |         |
| Olympiacos · Grecia        | 1.ª                 | 2020-21             | 36    | 28   | 6    | 2    | 1.º  | 7     | 4    | 2    | 1    | 12    | 4  | 1             | 7             | 1/8           | -             | -             | - | -     | 55    | 36    | 9     | 10  | 70.9%       | 107     | 42      | +65     |         |         |         |         |
| Olympiacos · Grecia        | 1.ª                 | 2021-22             | 36    | 25   | 8    | 3    | 1.º  | 6     | 2    | 2    | 2    | 14    | 6  | 3             | 5             | 1/16          | -             | -             | - | -     | 56    | 33    | 13    | 10  | 66.67%      | 90      | 50      | +40     |         |         |         |         |
| Olympiacos · Grecia        | 1.ª                 | 2022-23             | -     | -    | -    | -    | -    | -     | -    | -    | -    | 2     | 0  | 1             | 1             | 2ªR           | -             | -             | - | -     | 2     | 0     | 1     | 1   | 16.67%      | 1       | 5       | -4      |         |         |         |         |
| Olympiacos · Grecia        | Total               | Total               | 138   | 105  | 24   | 9    | -    | 27    | 15   | 7    | 5    | 56    | 23 | 11            | 22            | -             | -             | -             | - | -     | 221   | 143   | 42    | 36  | 71.04%      | 413     | 173     | +240    |         |         |         |         |
| Al-Gharafa Catar           | 1.ª                 | 2022-23             | 15    | 6    | 2    | 7    | 6.º  | 2     | 1    | 1    | 0    | -     | -  | -             | -             | -             | -             | -             | - | -     | 17    | 7     | 3     | 7   | 47.06%      | 26      | 31      | -5      |         |         |         |         |
| Al-Gharafa Catar           | 1.ª                 | 2023-24             | 22    | 13   | 5    | 4    | 3.º  | 8     | 2    | 2    | 4    | -     | -  | -             | -             | -             | -             | -             | - | -     | 30    | 15    | 7     | 8   | 57.78%      | 68      | 53      | +15     |         |         |         |         |
| Al-Gharafa Catar           | 1.ª                 | 2024-25             | 22    | 12   | 5    | 5    | 3.º  | 9     | 3    | 3    | 3    | 9     | 3  | 1             | 5             | FG            | -             | -             | - | -     | 40    | 18    | 9     | 13  | 52.5%       | 63      | 66      | -3      |         |         |         |         |
| Al-Gharafa Catar           | 1.ª                 | 2025-26             | 1     | 1    | 0    | 0    | -    | 0     | 0    | 0    | 0    | -     | -  | -             | -             | -             | -             | -             | - | -     | 1     | 1     | 0     | 0   | 100%        | 4       | 2       | +2      |         |         |         |         |
| Al-Gharafa Catar           | Total               | Total               | 60    | 32   | 12   | 16   | -    | 19    | 6    | 6    | 7    | 9     | 3  | 1             | 5             | -             | -             | -             | - | -     | 88    | 41    | 19    | 28  | 53.79%      | 161     | 152     | +9      |         |         |         |         |
| Total en su carrera        | Total en su carrera | Total en su carrera | 529   | 264  | 121  | 144  | -    | 116   | 55   | 27   | 34   | 91    | 33 | 21            | 37            | -             | 2             | 0             | 1 | 1     | 738   | 352   | 170   | 216 | 55.38%      | 1110    | 884     | +226    |         |         |         |         |
| 1. 2. 3.                   |                     |                     |       |      |      |      |      |       |      |      |      |       |    |               |               |               |               |               |   |       |       |       |       |     |             |         |         |         |         |         |         |         |

#### Resumen por competiciones
| Competición                          | Partidos | Ganados | Empatados | Perdidos | %      |
| ------------------------------------ | -------- | ------- | --------- | -------- | ------ |
| II Divisão                           | 90       | 33      | 20        | 37       | 44.08% |
| Primeira Liga                        | 241      | 94      | 65        | 82       | 47.99% |
| Copa de Portugal                     | 38       | 24      | 4         | 10       | 66.67% |
| Copa de la Liga de Portugal          | 32       | 10      | 10        | 12       | 41.67% |
| Supercopa de Portugal                | 2        | 0       | 1         | 1        | 16.67% |
| Superliga de Grecia                  | 138      | 105     | 24        | 9        | 81.89% |
| Copa de Grecia                       | 27       | 15      | 7         | 5        | 64.2%  |
| Liga de fútbol de Catar              | 60       | 32      | 12        | 16       | 60%    |
| Copa del Emir de Catar               | 9        | 6       | 3         | 0        | 77.78% |
| Copa Príncipe de la Corona de Catar  | 5        | 0       | 1         | 4        | 6.67%  |
| Copa de las Estrellas de Catar       | 5        | 0       | 2         | 3        | 13.33% |
| Liga de Campeones de la UEFA         | 26       | 10      | 6         | 10       | 46.15% |
| Liga Europea de la UEFA              | 56       | 20      | 14        | 22       | 44.04% |
| Liga de Campeones de Élite de la AFC | 9        | 3       | 1         | 5        | 37.03% |
| TOTAL                                | 738      | 352     | 170       | 216      | 55.38% |

## Palmarés

### Como jugador

#### Campeonatos nacionales
| Título                | Club               | País     | Año  |
| --------------------- | ------------------ | -------- | ---- |
| Supercopa de Portugal | Sporting de Lisboa | Portugal | 1995 |

### Como entrenador

#### Campeonatos nacionales
| Título                 | Club       | País   | Año     |
| ---------------------- | ---------- | ------ | ------- |
| Superliga de Grecia    | Olympiacos | Grecia | 2019-20 |
| Copa de Grecia         | Olympiacos | Grecia | 2019-20 |
| Superliga de Grecia    | Olympiacos | Grecia | 2020-21 |
| Superliga de Grecia    | Olympiacos | Grecia | 2021-22 |
| Copa del Emir de Catar | Al-Gharafa | Catar  | 2024-25 |